# アドリアーノ・コレイア・クラロ
アドリアーノ・コレイア・クラロ（Adriano Correia Claro, 1984年10月26日 - ）は、ブラジル・パラナ州クリチバ出身のサッカー選手。ポジションはディフェンダー、ミッドフィールダー。
コリチーバFC時代は左サイドバックとしてプレーし、そのポジションがもっともプレーしやすいと発言しているが、異なる5つのポジションでプレーすることができる。

## 経歴
パラナ州クリチバに生まれ、18歳の時に地元のコリチーバFCからデビューした。

### セビージャ
2005年1月、4年半の契約でリーガ・エスパニョーラのセビージャFCに移籍し、29節のホームでのFCバルセロナ戦 (0-4) でデビューした。様々なポジションで起用され、2004-05シーズンは6位でUEFAカップ出場権を獲得し、2005-06シーズンはUEFAカップで優勝した。2006-07シーズンのUEFAカップ決勝・RCDエスパニョール戦では先制点を挙げ、チームはPK戦の末に勝利して2連覇。2006年9月、クラブと新たに5年の契約延長を交わした。スペインに移り住んで3年が経ちスペイン国籍を取得した。2009-10シーズンは27試合（無得点）に出場して4位でUEFAチャンピオンズリーグ出場権を獲得した。

### バルセロナ
2010年7月16日、移籍金950万ユーロでFCバルセロナへ移籍、契約期間は4年+1年の契約延長オプション付きで、違約金は9000万ユーロに設定された。背番号はDFドミトロ・チグリンスキーがFCシャフタール・ドネツクへ移籍したことで空いた21番に決定した。8月14日ヴォレレンガ・フォトバルとのプレシーズンマッチの後半から出場してデビューし、公式戦にはスーペルコパ・デ・エスパーニャのセビージャFC戦1stレグでデビューした。2012年10月7日、リーガ・エスパニョーラ第7節のレアル・マドリード戦において、初めてセンターバックとして出場した。バルセロナでは主にダニエウ・アウヴェス、エリック・アビダル、ジョルディ・アルバなどの両サイドバックの控えとしてプレイしたが、ローテーションの域を出ることはなかった。

### ベジクタシュ
2016年7月、スュペル・リグのベシクタシュJKへ60万ユーロで移籍した。

### アトレチコ・パラナエンセ
2019年7月23日、アトレチコ・パラナエンセに1年半契約で移籍した。

### オイペン
2020年8月、KASオイペンに移籍した。

## 代表歴
2003年にはU-20ブラジル代表としてアラブ首長国連邦で開催された2003 FIFAワールドユース選手権に出場して優勝した。その年にブラジルA代表に初招集され、2004年にはペルーで開催されたコパ・アメリカ2004でタイトルを勝ち取った。

## 私生活
既婚で2人の息子がいる。

## 所属クラブ
- コリチーバFC 2002-2004
- セビージャFC 2005-2010
- FCバルセロナ 2010-2016
- ベシクタシュJK 2016-2019
- アトレチコ・パラナエンセ 2019-2020
- KASオイペン 2020-2021

## 個人成績
2011年1月26日時点
| クラブ       | シーズン | 国内リーグ | 国内リーグ | 国内カップ | 国内カップ | 欧州カップ | 欧州カップ | その他 | その他 | 通算 | 通算 |
| クラブ       | シーズン | 出場       | 得点       | 出場       | 得点       | 出場       | 得点       | 出場   | 得点   | 出場 | 得点 |
| ------------ | -------- | ---------- | ---------- | ---------- | ---------- | ---------- | ---------- | ------ | ------ | ---- | ---- |
| セビージャFC | 2004-05  | 16         | 2          | -          | -          | 4          | 1          | -      | -      | 20   | 3    |
| セビージャFC | 2005-06  | 32         | 3          | 0          | 0          | 13         | 3          | -      | -      | 45   | 6    |
| セビージャFC | 2006-07  | 26         | 2          | 3          | 0          | 11         | 1          | 1      | 0      | 41   | 3    |
| セビージャFC | 2007-08  | 27         | 1          | -          | -          | 6          | 0          | -      | -      | 35   | 1    |
| セビージャFC | 2008-09  | 29         | 3          | 6          | 1          | 5          | 1          | -      | -      | 40   | 5    |
| セビージャFC | 2009-10  | 27         | 0          | 4          | 0          | 4          | 1          | -      | -      | 35   | 1    |
| セビージャFC | 通算     | 157        | 11         | 13         | 1          | 43         | 7          | 1      | 0      | 216  | 19   |
| FCバルセロナ | 2010-11  | 8          | 0          | 6          | 0          | 2          | 0          | 2      | 0      | 18   | 0    |
| FCバルセロナ | 通算     | 8          | 0          | 6          | 0          | 2          | 0          | 2      | 0      | 18   | 0    |

## タイトル

### クラブ
コリチーバFC
- カンピオナート・パラナエンセ : 2回 (2003, 2004)

セビージャFC
- UEFAカップ : 2回 (2005-06, 2006-07)
- UEFAスーパーカップ : 1回 (2006)
- コパ・デル・レイ : 2回 (2006-07, 2009-10)
- スーペルコパ・デ・エスパーニャ : 1回 (2007)

FCバルセロナ
- FIFAクラブワールドカップ : 2回 (2011, 2015)
- UEFAチャンピオンズリーグ : 2回 (2010-11, 2014-15)
- UEFAスーパーカップ : 2回 (2011, 2015)
- プリメーラ・ディビシオン : 4回 (2010-11, 2012-13, 2014-15, 2015-16)
- コパ・デル・レイ : 3回 (2011-12, 2014-15, 2015-16)
- スーペルコパ・デ・エスパーニャ : 3回 (2010, 2011, 2013)

ベシクタシュ
- スュペル・リグ : 1回 (2016-17)

アトレチコ・パラナエンセ
- コパ・ド・ブラジル : 1回 (2019)
- カンピオナート・パラナエンセ : 1回 (2020)

### 代表
U-20ブラジル代表
- FIFAワールドユース選手権 : 1回 (2003)

ブラジル代表
- コパ・アメリカ : 1回 (2004)

### 個人
- FIFAクラブワールドカップ得点王 : 2011